# Olaf Ludwig
Olaf Ludwig (Gera, República Democràtica Alemanya, 13 d'abril de 1960) és un antic ciclista professional alemany dels anys 1980 i 1990.

## Història
Fou un destacat ciclista professional alemany entre els anys 1990 i 1997, durant els quals va aconseguir 59 victòries. Degut al fet d'haver nascut a Alemanya de l'Est, on l'esport professional no estava permès, no va poder passar al ciclisme professional fins a l'edat de 29 anys. Al seu palmarès professional, cal, per tant, afegir-li un brillantíssim palmarès amateur, tant en ciclisme en pista, con en ciclisme en ruta. Destaquen dues medalles als Jocs Olímpics d'Estiu, de plata als Jocs de Moscou de 1980 en la prova de contrarellotge per equips i d'or en la prova en ruta als Jocs de Seul de 1988.
Fou un molt bon esprintador que va aconseguir tres victòries d'etapa al Tour de França, a més de la classificació per punts l'any del seu debut, el 1990. També era un bon corredor de clàssiques, cosa que el va dur a guanyar la Copa del Món de ciclisme el 1992. Un cop retirat, el 1997, es va mantenir lligat al Deutsche Telekom com a relacions públiques de l'equip. Fins al 2006 va estar col·laborant amb l'estructura de l'equip Team Telekom.

## Palmarès
- 1977
  -  Campió del món júnior en contrarellotge per equips (amb Thomas Barth, Falk Boden i Andreas Kluge)
- 1978
  -  Campió del món júnior en contrarellotge per equips (amb Thomas Barth, Falk Boden i Udo Smektala)
- 1979
  - Vencedor d'una etapa de la Volta a la RDA
- 1980
  -  Medalla de plata als Jocs Olímpics de Moscou en Contrarellotge per equips, amb Falk Boden, Bernd Drogan i Hans-Joachim Hartnick
  - Vencedor d'una etapa del Circuit de La Sarthe
  - Vencedor de 4 etapes de la Cursa de la Pau
  - Vencedor de 3 etapes de la Volta a la RDA
- 1981
  -  Campió del món amateur de 100 km CRE (amb Falk Boden, Bernd Drogan i Mario Kummer)
  - 1r a la Volta a la Baixa Saxònia i vencedor de 3 etapes
  - Vencedor de 5 etapes de la Cursa de la Pau
  - Vencedor de 3 etapes de la Volta a la RDA
  - Vencedor d'una etapa de la Volta a Cuba
- 1982
  - 1r de la Cursa de la Pau i vencedor de 4 etapes
  - 1r del Tour de la CEE i vencedor d'una etapa
  - 1r a la Berlín-Cottbus-Berlín
  - 1r a la Rund um die Hainleite
  - Vencedor de 2 etapes de la Volta a la RDA
  - Vencedor d'una etapa de la Volta a Eslovàquia
- 1983
  - 1r del Tour de la CEE i vencedor de 3 etapes
  - 1r de la Volta a la RDA i vencedor de 2 etapes
  - Vencedor de 2 etapes del Giro de les Regions
  - Vencedor de 5 etapes de la Cursa de la Pau
  - Vencedor d'una etapa de la Volta a la Baixa Saxònia
- 1984
  - Vencedor de 4 etapes de la Cursa de la Pau
  - Vencedor de 3 etapes de la Volta a la RDA
  - Vencedor de 3 etapes de la Volta a la Província de Lieja
- 1985
  - 1r de la Volta a Renània-Palatinat
  - 1r de la Volta a la RDA i vencedor de 2 etapes
- 1986
  - 1r de la Cursa de la Pau i vencedor de 7 etapes
  - Vencedor de 2 etapes del Tour de Valclusa
  - Vencedor de 2 etapes de la Volta a la RDA
- 1987
  - 1r a la Rund um Berlin
  - Vencedor de 2 etapes de la Cursa de la Pau
  - Vencedor d'una etapa de la Volta a la RDA
- 1988
  -  Medalla d'or als Jocs Olímpics de Seül en Ruta
  - 1r a la Volta a Turíngia
  - 1r al Gran Premi ciclista de Gemenc
  - Vencedor de 2 etapes del Gran Premi Guillem Tell
  - Vencedor de 2 etapes del Tour de Valclusa
  - Vencedor de 4 etapes de la Cursa de la Pau
  - Vencedor d'una etapa de la Volta a la RDA
- 1989
  - Vencedor d'una etapa del Circuit de La Sarthe
  - Vencedor de 2 etapes de la Cursa de la Pau
  - Vencedor de 2 etapes a la Volta a Bèlgica amateur
- 1990
  - Campionat d'Alemanya de l'Est
  - Vencedor de 3 etapes de la Volta a Andalusia
  - Vencedor d'una etapa del Tour de França i  1r de la classificació per punts
  - Vencedor d'una etapa de la Volta a Suïssa
  - Vencedor d'una etapa de la Volta a Irlanda
  - 1r als Sis dies de Dortmund (amb Urs Freuler)
- 1991
  - 1r al Gran Premi E3
  - Vencedor de 2 etapes de la Volta a Irlanda
  - Vencedor d'una etapa de la Volta a Múrcia
  - Vencedor d'una etapa de la Volta a Suïssa
  - Vencedor d'una etapa de la Volta als Països Baixos
- 1992
  -  1r a la Copa del Món de ciclisme
  - 1r a l'Amstel Gold Race
  - 1r als Quatre dies de Dunkerque i vencedor d'una etapa
  - 1r al Gran Premi de Fourmies
  - 1r a la Kuurne-Brussel·les-Kuurne
  - 1r a l'A través de Bèlgica
  - Vencedor de 3 etapes de la Volta a Aragó
  - Vencedor de 2 etapes de la Volta a Suïssa
  - Vencedor d'una etapa del Tour de França
  - Vencedor d'una etapa del Tour del Mediterrani
  - 1r als Sis dies de Múnic (amb Urs Freuler)
- 1993
  - Vencedor d'una etapa del Tour de França
  - Vencedor d'una etapa de la Volta a Aragó
  - Vencedor d'una etapa dels Quatre dies de Dunkerque
  - Vencedor d'una etapa del Tour del Mediterrani
  - Medalla de bronze al Campionat del Món de ciclisme
- 1994
  - 1r al Gran Premi de Frankfurt
  - Vencedor d'una etapa de la Volta a Aragó
  - Vencedor d'una etapa dels Quatre dies de Dunkerque
- 1995
  - 1r a la Veenendaal-Veenendaal
- 1996
  - 1r de la Volta a Renània-Palatinat i vencedor de 2 etapes
  - Vencedor d'una etapa dels Quatre dies de Dunkerque
  - Vencedor d'una etapa de la Volta als Països Baixos
  - Vencedor d'una etapa de la Volta a Andalusia
- 1997
  - 1r als Sis dies de Berlín (amb Jens Veggerby)
  - 1r als Sis dies de Colònia (amb Etienne De Wilde)

### Resultats al Tour de França
- 1990. 141è de la classificació general. Vencedor d'una etapa.  1r de la classificació per punts
- 1991. 114è de la classificació general
- 1992. 96è de la classificació general. Vencedor d'una etapa
- 1993. Abandona (15a etapa). Vencedor d'una etapa
- 1994. 105è de la classificació general
- 1995. Fora de control (9a etapa)

### Resultats a la Volta a Espanya
- 1991. Abandona (10a etapa)